# Carnegie Institution
Pour les articles homonymes, voir Carnegie.
La Carnegie Institution de Washington est une fondation de recherche scientifique fondée en 1902 par Andrew Carnegie. Ses six axes de recherche sont : botanique, biologie du développement, écologie, géologie et planétologie, astronomie.
L'institut a également soutenu des projets archéologiques au Mexique et en Amérique centrale (fouilles de Chichén Itzá, Copán, Uaxactùn, Kaminaljuyú) de 1913 à 1957, sous la direction notamment du mayaniste Sylvanus Morley.

## Chercheurs renommés (ordre alphabétique)
- Debra Elmegreen, astrophysicienne
- George Hale, astronome
- Stanley R. Hart, géologue
- Alfred Hershey, bactériologiste
- Edward Hopper, peintre
- John Franklin Jameson, historien
- Barbara McClintock, généticienne
- Sylvanus Morley, mayaniste
- Tatiana Proskouriakoff, mayaniste
- Sara Seager, astrophysicienne
- John S. Steinhart, géologue